# St George
St George är en stadsdel i Bristol, i grevskapet Bristol, i England. Bristol St George var en civil parish fram till 1898 när blev den en del av Bristol. Denna civil parish hade 36 718 invånare år 1891. St George var ett distrikt från 1894 till 1898.